# Riu Moche
El Moche és un curt riu del vessant del Pacífic, a la costa nord del Perú, al departament de la Libertad. La conca del riu Moche és administrativament a la Regió de La Libertad, comprenent totalment o parcialment les províncies de Trujillo, Otuzco, Santiago de Chuco i Julcán. Geogràficament els seus extrems es troben compresos entre els 7º 46' i 8º 15' de latitud sud i els 78º 16' i 79º 08' de longitud oest.